# Флаг Новосибирска
Флаг Новосиби́рска — один из официальных символов (наряду с гербом) муниципального образования город Новосибирск Новосибирской области Российской Федерации.
Флаг утверждён 1 декабря 1993 года. Последующими решениями от 23 июня 2004 года № 410 и 22 апреля 2008 года № 940 утверждались новые редакции герба Новосибирска, не внёсшие изменений в рисунок флага.

## Описание флага
Впервые флаг был утверждён решением Малого Совета народных депутатов от 12 января 1993 года № 1 «Об утверждении герба и флага г. Новосибирска», описание флага гласило:

Флаг города Новосибирска представляет собой полотнище с соотношением сторон 2:3, разделённое по диагонали из правого верхнего в левый нижний угол голубой перевязью с белыми волнами.
Левое верхнее поле флага — зелёное.
Правое нижнее поле флага — белое.

23 июня 2004 года, решением городского совета Новосибирска № 410 «О гербе и флаге города Новосибирска», предыдущее решение было признано утратившим силу и принято, в числе прочего, новое описание флага:

Флаг представляет собой полотнище с соотношением сторон 2:3, разделённое по диагонали на зелёную (вверху у древка) и белую части голубой волнистой полосой, которая ограничена сверху белой чертой.

22 апреля 2008 года, решением Совета депутатов города Новосибирска № 940 «Об официальных символах города Новосибирска», предыдущее решение было признано утратившим силу и принято ныне действующее положение о флаге города Новосибирска, незначительно изменившее описание флага:

Флаг города Новосибирска представляет собой прямоугольное полотнище с соотношением сторон 2:3, разделённое по диагонали на зелёную (вверху у древка) и белую части голубой волнистой полосой, которая ограничена сверху белой чертой.

## Символика флага
Бело-зелёная гамма флага города Новосибирска имеет давнюю историческую традицию для Сибири.
Зелёный цвет символизирует здоровье, природные богатства Сибири.
Белый цвет (серебро) символизирует чистоту помыслов, снег, покрывающий город в течение длительного периода.
Голубая волнистая полоса с белыми волнами символизирует реку Обь, на которой стоит город Новосибирск.